# Bình Lương (xã)
Bình Lương là một xã thuộc huyện Như Xuân, tỉnh Thanh Hóa, Việt Nam.